# Joseph Nicolas
Pour les articles homonymes, voir Nicolas.
Le professeur Joseph Nicolas, né le 11 août 1868 à Lyon et mort le 20 septembre 1960 à Cannes, est un dermatologue et vénéréologue français, co-découvreur du lymphogranulome vénérien (maladie de Nicolas et Favre),.

## Biographie
Après l'obtention de sa thèse en médecine à Lyon en 1895, Joseph Nicholas devient en 1904 médecin des hôpitaux de Lyon puis professeur de clinique des maladies cutanées et syphilitiques à partir de 1906.

## Hommages
- Il y a une rue du Professeur-Joseph-Nicolas dans le 8e arrondissement de Lyon[5].

- Une pierre commémorative est présente au sein de l'hôpital Édouard Herriot au pavillon dermatologie R.